# Albert Ribó i Caraltó
Albert Ribó i Caraltó   (Esplugues de Llobregat, 19 de novembre de 1956), conegut al món del motociclisme com a El Nen, és un ex-pilot de motocròs català que destacà en competicions estatals a finals de la dècada de 1970 i començaments de la de 1980, època durant la qual fou un dels principals competidors del Campionat d'Espanya de motocròs, arribant a esser-ne subcampió dues vegades.
Fill del president del Moto Club Esplugues i resident en aquella ciutat, seu de la fàbrica de Montesa, estigué lligat gairebé tota la seva vida esportiva a aquella marca fins que el 1981 canvià a la italiana SWM, que importaven els saltencs Josep Maria Pibernat i Narcís Casas. Un cop retirat del motocròs, passà a regentar una botiga de roba a la seva Esplugues natal.

## Trajectòria esportiva
Ribó va debutar en competició al Motocròs d'Esplugues de 1973, a 16 anys, amb una antiga Montesa Cappra MX 250 del seu germà gran. L'any següent, Montesa el fitxà per a participar en el Trofeu Júnior de 125cc, on competint contra uns joves Toni Elías, Josep Maria Pibernat i altres acabà quart després d'haver encapçalat la classificació durant bona part de la temporada. D'ençà de la temporada següent, 1975, passà a la categoria superior i anà millorant d'any en any la seva classificació en el campionat estatal.

## Palmarès al Campionat d'Espanya
| Any  | Motocicleta | 500 cc | 250 cc |
| ---- | ----------- | ------ | ------ |
| 1975 | Montesa     | -      | 10è    |
| 1976 | Montesa     | 4t     | 4t     |
| 1977 | Montesa     | -      | 3r     |
| 1978 | Montesa     | 5è     | 3r     |
| 1979 | Montesa     | -      | 5è     |
| 1980 | Montesa     | 2n     | 4t     |
| 1981 | SWM         | 6è     | 5è     |
| 1982 | SWM         | 2n     | 12è    |